# Dotteberg

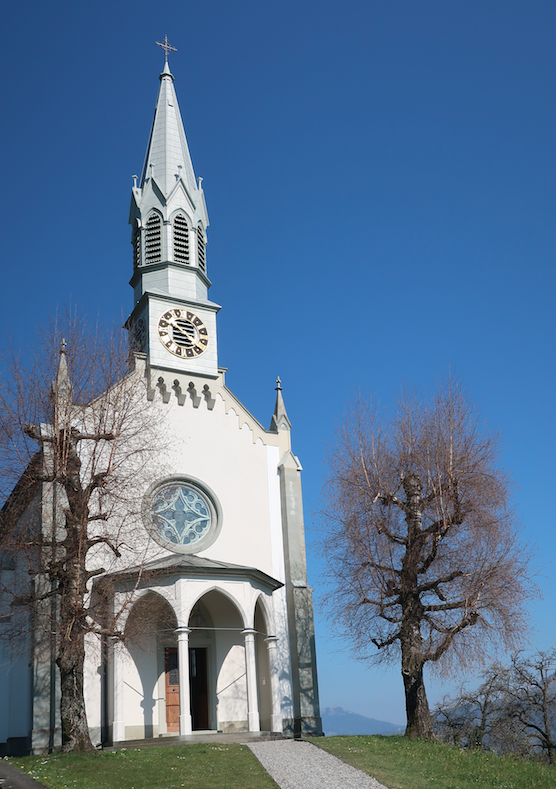
Die Kapelle St. Jost am Dotteberg

Der Dotteberg, früher auch Dottenberg genannt, ist ein Hügel im Schweizer Kanton Luzern. Der höchste Punkt des Gipfels befindet sich in der Gemeinde Adligenswil auf einer Höhe von 750 m ü. M.

## Geographische Lage
Parallel zur Reuss und zum Rontal verläuft südöstlich davon ein Hügelzug mit den Erhebungen Dietschiberg, Dotteberg und Rooterberg. Während der Dotteberg in westlicher und südlicher Richtung relativ sanft ansteigend ist, fällt er gegen Norden und Osten steil ab. Insbesondere östlich des Gipfels schneidet das Götzetal die Landschaft ein und trennt den Dotteberg und den Rooterberg voneinander ab.

## Landwirtschaft
Der Dotteberg ist ein teilweise bewaldeter Hügel mit landwirtschaftlicher Nutzung. Auf der südlichen und westlichen Seite des Hügels befinden sich verschiedene Landwirtschaftsbetriebe. In nördlicher und östlicher Richtung sind die Hänge mehrheitlich bewaldet und fallen steiler ab.

## Tourismus
Der Dotteberg ist ein Naherholungsgebiet der umliegenden Gemeinden Adligenswil, Udligenswil, Dierikon und Ebikon mit verschiedenen beschilderten Spazier- und Wanderwegen.

## Dottenberg (Weiler)
An der Südflanke des Dottebergs befindet sich der gleichnamige Kirchweiler mit der Kapelle St. Jost. Die kleine Bauernsiedlung sowie die im Jahr 1863 erbaute Kapelle wurden ins Inventar der schützenswerten Ortsbilder der Schweiz (ISOS) aufgenommen.